# Кантарини, Симоне
Симоне Кантарини, известный как Симоне да Пезаро, или Пезарезе (итал. Simone Cantarini detto Simone da Pesaro о il Pesarese; апрель 1612. Пезаро — 15 октября 1648, Верона) — итальянский живописец, рисовальщик и гравёр академического направления болонской школы.

## Биография
Симоне родился в Пезаро (регион Марке) в апреле 1612 года, в то время входившем в состав Папского государства. Учился живописи у Джованни Джакомо Пандольфи, находился под влиянием венецианской живописи, Караваджо, Орацио Джентилески, Федерико Бароччи. Основополагающее значение для развития его художественных способностей имелo пребывание в Венеции, в мастерской мастера Клаудио Ридольфи, и четырехлетнее пребывание (1635—1639) в Болонье, в мастерской Гвидо Рени.
Впоследствии Симоне Кантарини основал собственную школу. Жил и работал, кроме Болоньи, в Риме, Мантуе и Вероне.
Около 1641 года Кантарини поселился в Риме, где посвятил себя главным образом изучению античной скульптуры и произведений Рафаэля. Однако после смерти Гвидо Рени в 1642 году Кантарини вернулся в Болонью, где создал наиболее значительные произведения и вёл активную деятельность в последние годы своей жизни. Смерть Кантарини произошла внезапно, причины её неясны, но известно, что художник скончался в Вероне в 1648 году от руки герцога Мантуанского, по иным источникам был убит художником из Мантуи после ожесточенного спора.
В санкт-петербургском Эрмитаже хранятся две картины Кантарини: «Мадонна с Младенцем и святым Франциском» и «Отдых Святого семейства на пути в Египет». Кантарини также работал гравёром; известно тридцать семь его гравюр, выполненных в манере Гвидо Рени.
В числе его учеников был Никколо Берреттони.

## Галерея

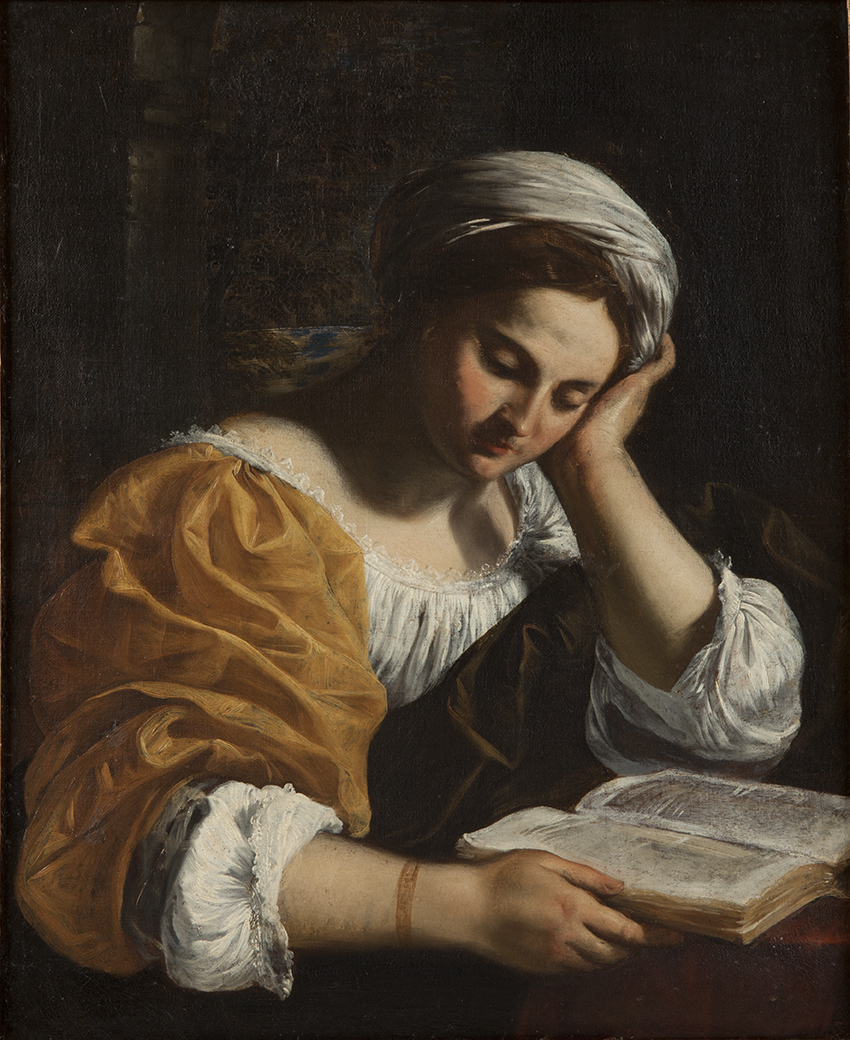
Читающая сивилла. Между 1630 и 1635. Холст, масло. Народный банк Адриатики, Пезаро
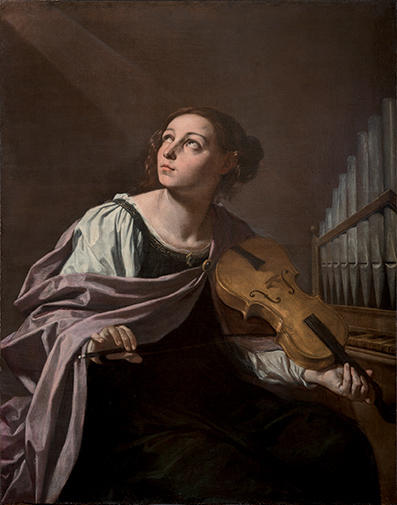
Святая Цецилия. Холст, масло. Частное собрание
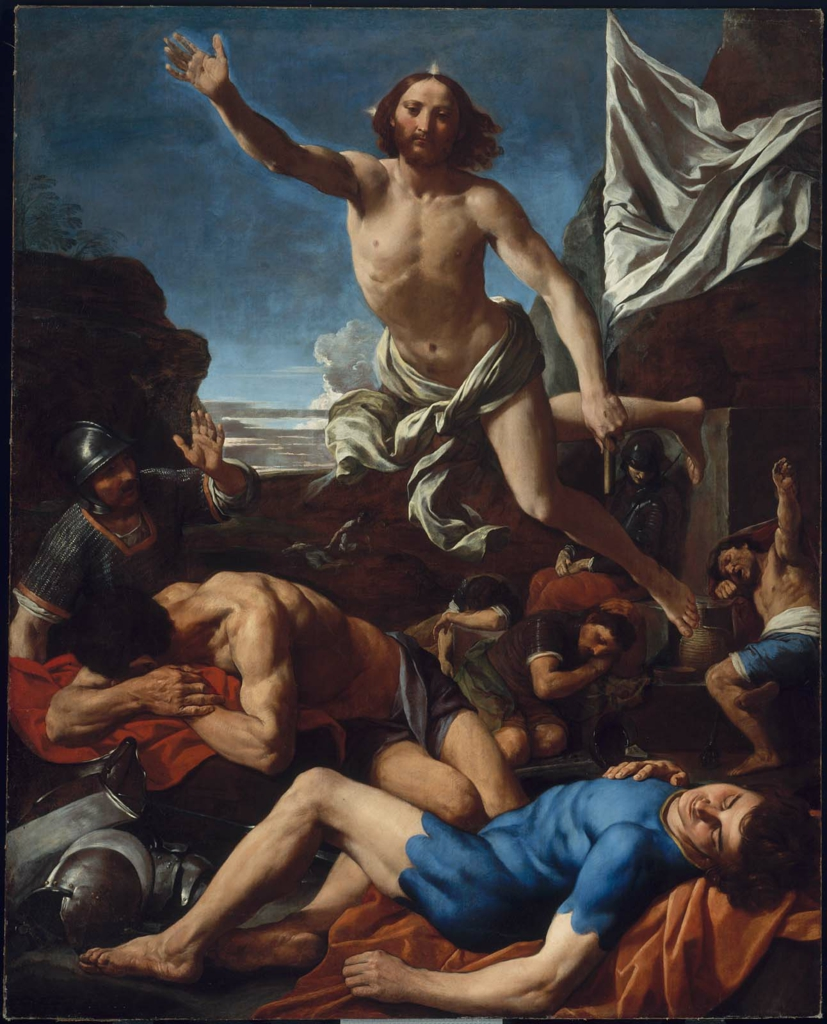
Воскресение. Холст, масло. Музей изящных искусств, Бостон, Массачусетс, США
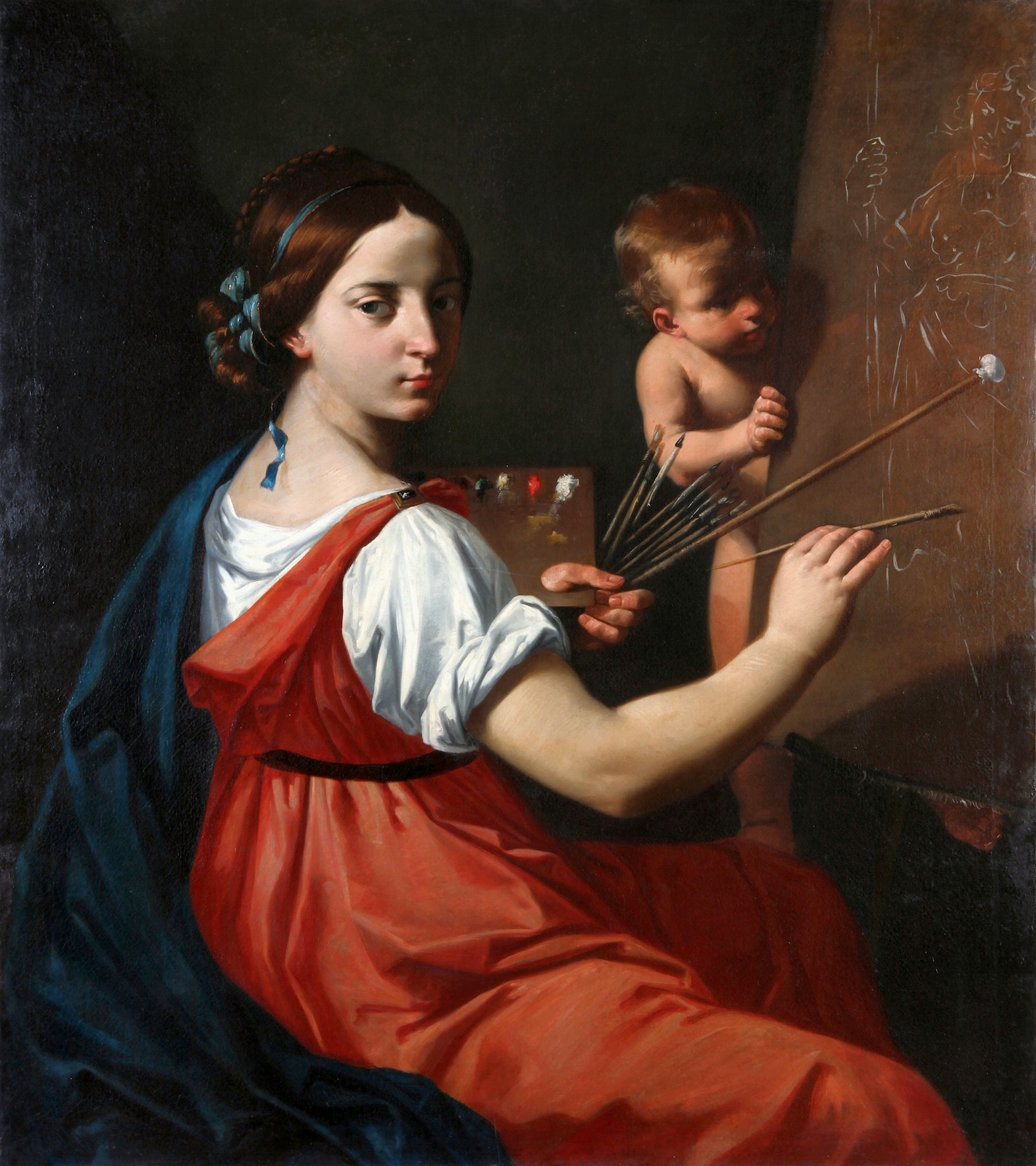
Aллегория живописи. 1620-е. Холст, масло. Национальный музей, Варшава
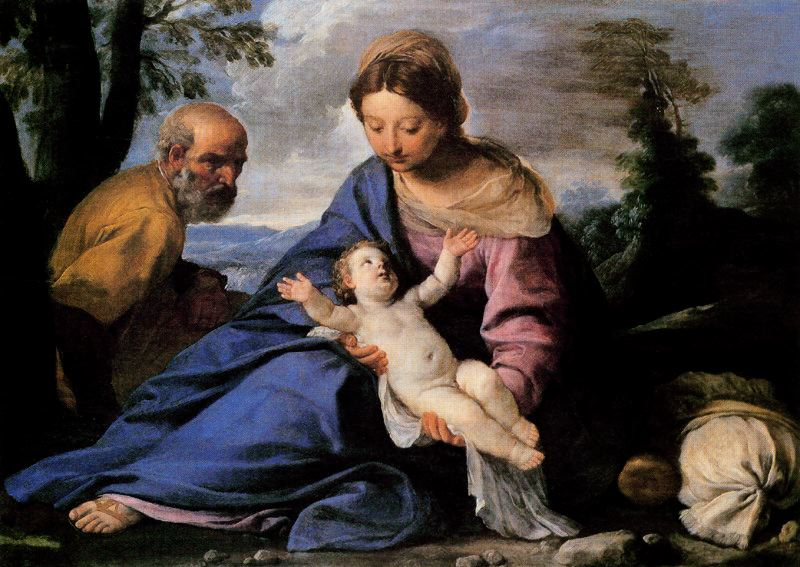
Отдых на пути в Египет. Между 1635 и 1637. Дерево, масло. Лувр, Париж
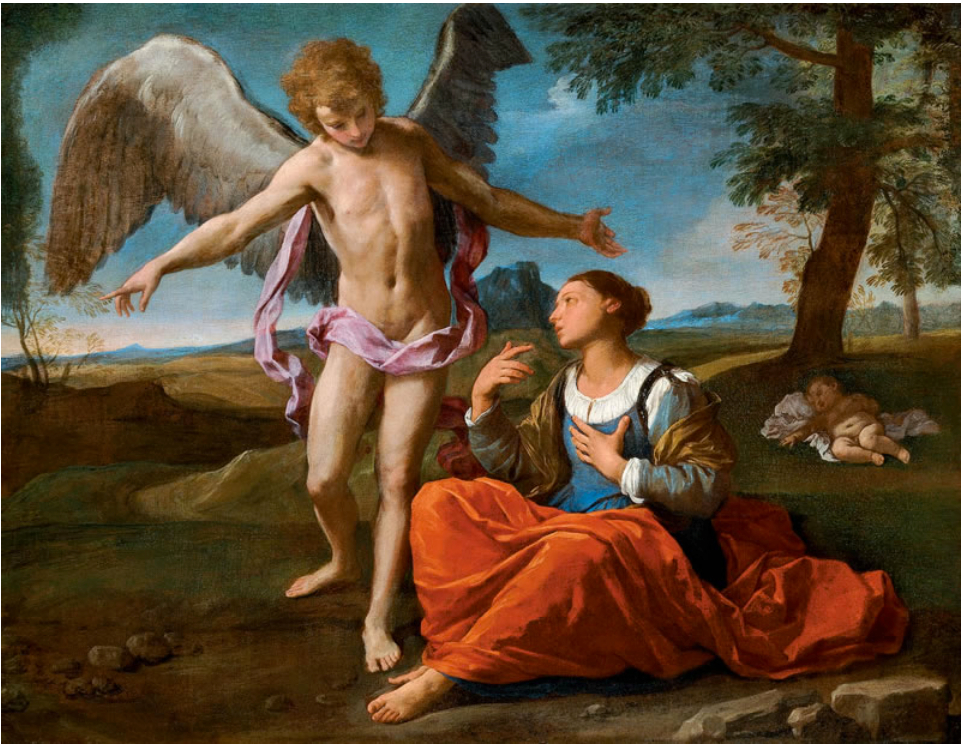
Архангел Михаил, Агарь и Измаил в пустыне. Холст, масло. Музей изящных искусств, По, Франция
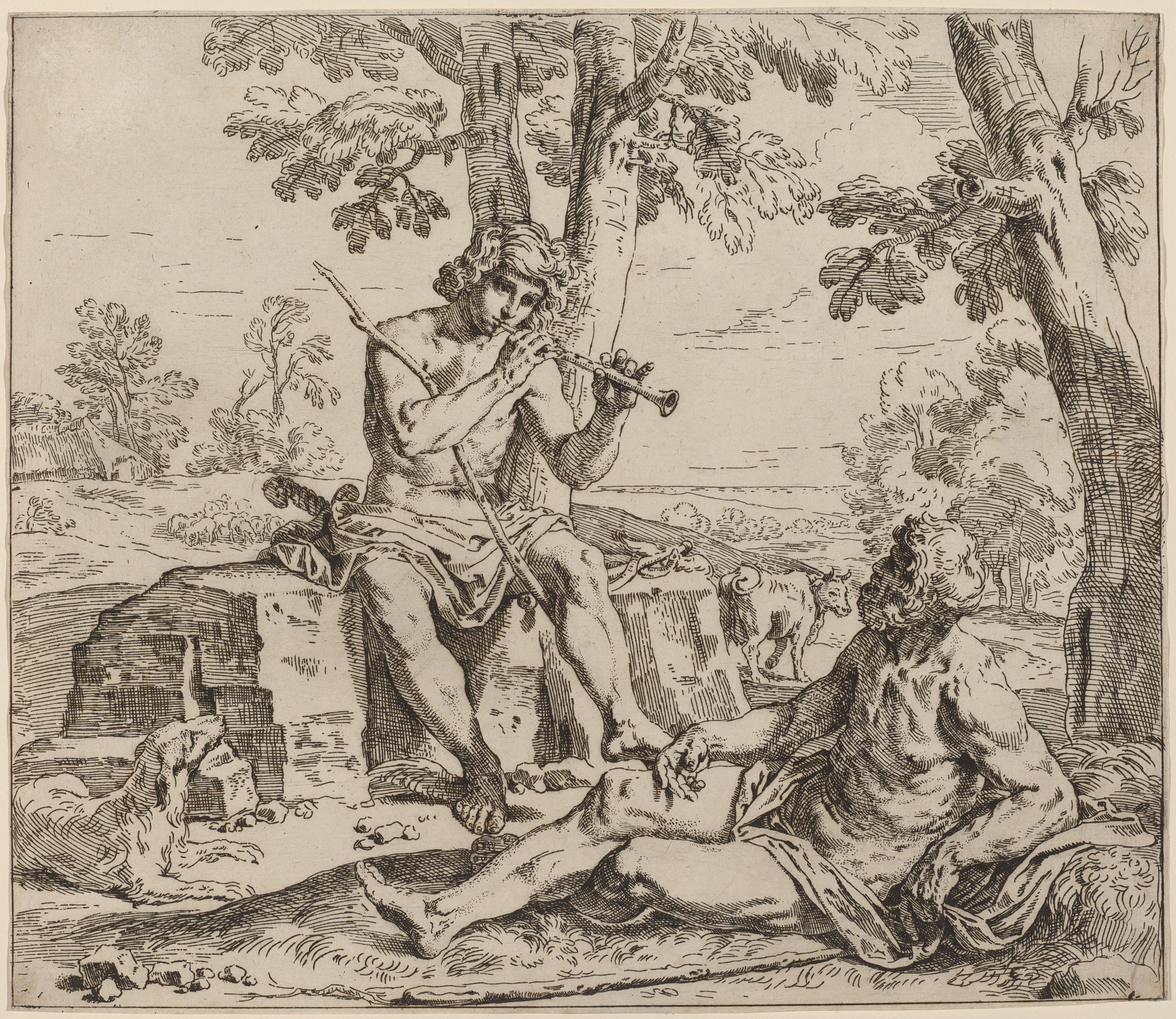
Меркурий и Аргус. Офорт
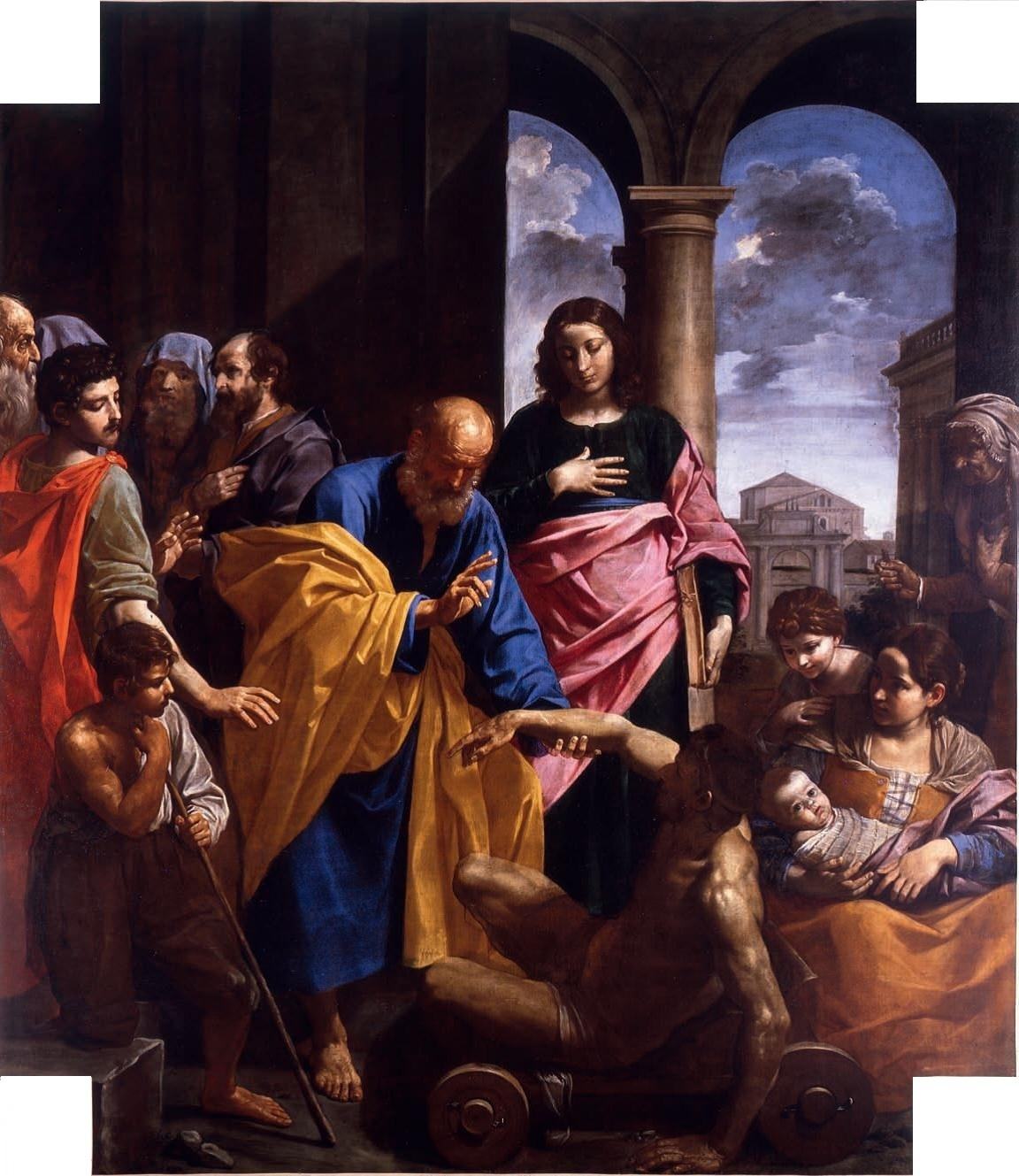
Святой Пётр исцеляет калеку. Холст, масло. Муниципальнпая пинакотека, Фано
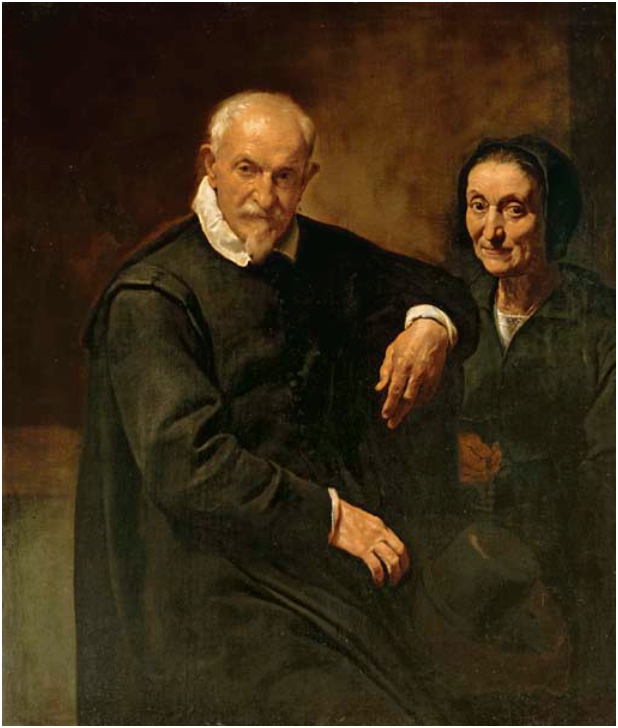
Портрет сидящего мужчины и дамы, держащей четки. Ок. 1642. Холст, масло. Фонд Банка Риспармио, Болонья